# ルドヴィーク・スヴォボダ
ルドヴィーク・スヴォボダ（チェコ語: Ludvík Svoboda, チェコ語発音: [ˈludviːk ˈsvoboda], 1895年11月24日 - 1979年9月20日）は、チェコスロヴァキアの軍人、政治家。大統領（在職：1968年 - 1975年）。大将。チェコスロバキア社会主義共和国英雄（3度）。

## 来歴・人物
トシェビーチ（Třebíč）近郊フロズナチーン（Hroznatín）の農民の家庭に生まれる。第一次世界大戦時、1915年にオーストリア＝ハンガリー帝国軍に召集され、ロシア戦線に送られた。チェコ人のグループを率いてロシア帝国軍に投降し、1916年、チェコ軍団に入隊。
1920年に帰国し、チェコスロバキア軍の将校となる。1931年～1934年、グラニーツァの軍事アカデミーで講師を務めた後、歩兵大隊長となる。ドイツ軍によるチェコスロバキア占領後、反ファシスト軍事組織に加わる。1939年夏にポーランドに出国してチェコスロバキア人部隊を編成するが、同年9月、ソ連に移る。
第二次世界大戦中、1942年2月に第1チェコスロバキア独立歩兵大隊の創設を発議し、1943年3月から戦闘に加わった。1943年、大隊は旅団に昇格し、キエフ、ベーラ・ツェールコヴィ、ジャシュコフで戦う。1944年以降、第1チェコスロバキア軍団を率いて、赤軍とともにナチス・ドイツからチェコスロヴァキアを解放する。
大戦中の功績から、戦後国防大臣に就任。1948年、チェコスロバキア共産党に入党し、国会議員に選出。1950年～1951年、政府副議長兼国家体育・スポーツ問題委員会議長。1955年～1959年、クレメント・ゴットヴァルト名称軍事アカデミー校長。
1968年3月、辞任したアントニーン・ノヴォトニーに代わって、大統領に就任。アレクサンデル・ドゥプチェク、ヨゼフ・スムルコフスキー、オルドジフ・チェルニークと並んで、「プラハの春」を象徴する顔となった。8月のワルシャワ条約機構軍の軍事介入に際して、親ソ派による革命労農政権樹立に断固として反対。直接モスクワに飛び、ソ連指導部と事態収拾にあたった。ソ連邦英雄でもあるスヴォボダを、ソ連は最大級の歓迎に恫喝を交えつつ取り込もうとしたのに対し、スヴォボダは逮捕・軟禁されたドゥプチェクたちの解放をあくまで要求し、実現した。
その後、1973年に大統領に再選。1975年に病気辞任するまでその地位に留まったが、グスターフ・フサークが進める「正常化」路線において、ほとんど影響力を持てなかった。
1979年9月20日、心臓発作のためプラハ市内の国立療養所で死去（83歳）。

## 叙勲
- チェコスロバキア社会主義共和国英雄（1965年、1970年、1975年）
- ソ連邦英雄（1965年）
- K.ゴットヴァルト勲章2個
- レーニン勲章
- 十月革命勲章
- 一等及び二等スヴォーロフ勲章
- チェコスロバキア平和賞
- 「民族間の平和強化に対する」国際レーニン賞